# Chico Mazza
Nascido em Petrópolis, Rio de Janeiro, no dia 4 de dezembro de 1974, Chico Mazza, pseudônimo de Francisco de Mazza Pessanha, foi um cantor, compositor e guitarrista brasileiro.
Chico Mazza se interessou por música desde pequeno, por grande influência de seu pai também músico, o baterista Francisco Eduardo Douat Pessanha (mais conhecido no meio artístico como Chico Pessanha). No início da adolescência começou a aprender a tocar violão e guitarra, mesma época em que sua tia lhe deu seu primeiro violão de presente de aniversário, um clássico Di Giorgio. Algum tempo depois, mais interessado em aprender a tocar guitarra como seus ídolos, em especial Jimi Hendrix, conseguiu comprar sua primeira guitarra, na época uma Washburn. O interesse foi tão grande que Chico passou a se dedicar integralmente à sua nova paixão, praticando horas por dia e eventualmente formando bandas com os amigos e com seus irmãos Léo Pessanha (contra-baixo elétrico) e Edu Pessanha (bateria). Entre o repertório das bandas, o rock com certeza era o estilo musical mais tocado, variando entre covers de Jimi Hendrix e Pink Floyd, entre outros. Logo após os primeiros anos, também teve grande interesse pela música experimental nacional dos anos 70, com artistas como Pepeu Gomes, Airto Moreira e também pelo pop rock dos anos 80, como Barão Vermelho, Lobão, entre outros.
Carreira
Certo de que queria levar a música como forma de viver, Chico continuou tocando regularmente e formou uma banda local que teve grande sucesso na noite petropolitana durante alguns anos, chamada Bandalheiros. A banda era formada por ele na guitarra solo e voz, seu irmão Léo no baixo, Roberto Otto na guitarra base, Marcelo Motta na bateria (eventualmente substituído por outros bateristas locais) e com participações eventuais de vocalistas como o amigo Wellington e a artista local Lu Janis (muito conhecida por cantar covers de Janis Joplin). A banda tocou em bares como NuCrepe, República da Cachaça e outras casas noturnas petropolitanas.
Chegou a tentar cursar agronomia na Universidade Federal Rural do Rio de Janeiro, já que tinha o hobbie de plantar algumas leguminosas, em especial abóboras, mas perdeu o interesse rapidamente ao entender que aquilo realmente era apenas um hobbie e por continuar apaixonado por música. Decidiu então cursar música na UniRio, formando-se após alguns anos em licenciatura e bacharelado. Nesse período, manteve a banda Bandalheiros por mais algum tempo, mas como havia se mudado para o Rio de Janeiro para cursar a faculdade, acabou dissolvendo a banda e começando a tocar mais na noite carioca. 
Chico também começou a dar aulas de violão e canto no Centro Musical Antônio Adolfo em 2002, emprego que lhe rendia um salário fixo, algo não tão comum na carreira instável de música free-lancer. Nessa época já havia formado uma nova banda com seu irmão Léo Pessanha, mas dessa vez com seu pai como baterista e Jorge Fornari nos vocais e na guitarra base. A banda se chamava NRB (Nights of Rock and Blues) e também tocava covers, mas dessa vez com um repertório com músicas do período mais clássico do rock and roll. Tocavam especialmente covers dos Beatles, Elvis Presley, alguns blues de Chuck Berry, Little Richards, entre outros. A banda também teve grande sucesso na noite carioca, tocando fixo semanalmente em duas casas noturnas: Satchmo no bairro de Botafogo e Bastidores na Barra (ambas extintas).